# Trippin' thru' a midnight blues
Thrippin’ thru’ a midnight blues is het vijfde album van de Nederlandse blues/rock band Cuby + Blizzards. Eerder zijn er drie studioalbums van de band verschenen, evenals een album met de Amerikaanse bluesartiest Eddie Boyd en een livealbum, dat is opgenomen in Duitsland.

## Achtergrond
De bluesmuziek is van oorsprong afkomstig uit het zuiden van de Verenigde Staten en werd bekend door zwarte artiesten zoals John Lee Hooker,  Eddie Boyd, Muddy Waters en Howlin' Wolf. In het midden van de jaren zestig begonnen jonge blanke muzikanten zoals John Mayall, The Rolling Stones en Eric Clapton deze muziek ook te spelen. Cuby + Blizzards (ook wel Cuby and the Blizzards) was een van de eerste en belangrijkste bluesbands in Nederland.
Op dit album staan vijf nummers die door de bandleden zelf zijn geschreven en vier oudere nummers die afkomstig zijn van traditionele bluesartiesten.  Cheekin’ up on my baby is in 1965 geschreven door Sonny Boy Williamson en is later o.a. gecoverd door John Mayall, dr. Feelgood en Gary Moore. The sky is crying is in 1959 geschreven door  Clarence L. Lewis en Morgan Clyde Robinson en oorspronkelijk uitgebracht door Elmore James. Het is later gecoverd door Eric Clapton, Albert King, Stevie Ray Vaughan en Gregg Allman & Warren Haynes. I feel so bad dateert uit 1947 en Feelin’ low down uit 1956.
Er staan zowel swingende rocknummers op dit album (zoals Checkin’ up on my baby en Going home) als slow blues nummers, zoals Window of My Eyes en The sky is crying. De zang van Harry Muskee is gevoelig en rauw. Er staan veel solo’s op dit album van gitaar en piano. Op het nummer Down the road wordt de zang van Harry Muskee begeleid door Eelco Gelling op slidegitaar.

## Tracklist
| Nr. | Titel                                                           | Duur |
| --- | --------------------------------------------------------------- | ---- |
| 1.  | Checkin’ up on my baby (Sonny boy Williamson)                   | 3:13 |
| 2.  | Down the road (Eelco Gelling en Harry Muskee)                   | 3:43 |
| 3.  | Window of my eyes (Eelco Gelling, Harry Muskee en Herman Brood) | 3:27 |
| 4.  | Trippin’ thru’ a midnight blues (Herman Brood)                  | 2:33 |
| 5.  | Big blue-eyed girl (Eelco Gelling en Harry Muskee)              | 3:17 |

| Nr. | Titel                                                                        | Duur |
| --- | ---------------------------------------------------------------------------- | ---- |
| 1.  | Going home (Eelco Gelling en Harry Muskee)                                   | 2:27 |
| 2.  | The sky is crying (Clarence L. Lewis, Elmore James en Morgan Clyde Robinson) | 5:51 |
| 3.  | Feelin’ low down (“Big” Bill Broonzy)                                        | 3:37 |
| 4.  | Feel so bad (Sam “Lightnin’” Hopkins)                                        | 3:58 |

## Muzikanten

### Cuby + Blizzards
- Basgitaar – Jaap van Eik
- Drumstel – Dick Beekman
- Gitaar.slidegitaar – Eelco Gelling
- piano – Herman Brood
- Zang, mondharmonica – Harry Muskee

### Gastmuzikanten
- Altsaxofoon – Jenne Meinema
- Tenorsaxofoon  – Roel Hemmes
- Trompet – Eduard Ninck-Blok

## Productie
- Productie – Tony Vos
- Geluidstechnicus – Gerard Beckers
- Albumontwerp – Anton Beeke
- Lay out (boekwerkje) – Jan Lepair
- Tekst boekwerkje – Koos Zwart
- Foto’s – Herman Baaren

Window of my eyes is op single uitgebracht, met als B-kant  Checkin’ up on my baby. Deze single behaalde # 10 in de Nederlandse Top 40 van radio Veronica. Dit nummer stond in NPO Radio 2 top 2000 op 31 december 2018 op # 363. Hiermee is dit het meest succesvolle nummer van Cuby + Blizzards.